# 군산영광여자고등학교
군산영광여자고등학교(群山榮光女子高等學校)는 대한민국 전북특별자치도 군산시 중앙로2가에 있는 사립 고등학교이다.

## 학교 연혁
- 1965년 4월 21일 : 학교법인 영광학원 설립
- 1965년 4월 21일 : 이사장 손재덕 장로 취임
- 1965년 4월 21일 : 문교부 장관으로부터 멜볼딘 여자 중ㆍ고등학교 인가 받음
- 1965년 6월 1일 : 초대 교장 박장하 목사 취임, 3학급 편성
- 1966년 1월 26일 : 제1회 졸업식
- 1974년 2월 20일 : 체육관 및 강당 준공
- 1978년 12월 14일 : 신관 6층 완공
- 1979년 2월 20일 : 특별학급 인가
- 1980년 3월 1일 : 군산영광여자고등학교로 교명 변경
- 1990년 1월 3일 : 별관 4, 5층 독서실 320석 신축
- 1995년 9월 15일 : 제3대 이사장 안이실 권사 취임
- 1998년 8월 11일 : 정보처리과 3학급 인가
- 2002년 9월 1일 : 신관 4층 믿음관 완공(특별실)
- 2003년 12월 28일 : 소망관 완공(기숙사 및 체육관)
- 2004년 1월 15일 : 기숙사 및 체육관 신축 준공
- 2008년 2월 29일 : 정보처리과 폐과
- 2019년 9월 1일 : 제13대 박성호 교장 취임
- 2022년 1월 5일 : 제57회 졸업식(졸업생 233명) 총 졸업생수 19,381명
- 2022년 3월 2일 : 신입생 입학식(8학급 240명)

## 참고 자료
- 군산영광여자고등학교 - 한국교육학술정보원 학교알리미